# Åge Lundström
Johan August Åge Lundström, född 8 juni 1890 i Jakobs församling, Stockholm, död 26 september 1975 i Härslövs församling, Malmöhus län, var en svensk idrottare och militär (generalmajor).

## Biografi

### Privatliv
Åge Lundström var son till konstnären Ernst Lundström och grevinnan Matilda Rudenschöld. År 1932 gifte han sig med Margit von Geijer, dotter till ryttmästaren Wilhelm von Geijer av släkten von Geijer och grevinnan Irma von Hallwyl. Lundström fick tillsammans med sin maka barnen Signe (1934–2022), Irma (1937–2020) och Åge (f. 1944).

### Karriär

#### Militär karriär
Lundström avlade officersexamen 1910 och utnämndes till löjtnant vid Livregementets dragoner 1916. 
Han blev fältflygare 1924 och utnämndes samma år till kapten i Generalstaben. Året därpå blev han fältflygare. År 1926 blev han  även kapten i Flygvapnet. Samma år blev han lärare i luftkrigskonst vid Flygkrigsskolan på Ljungbyhed. Uppdraget behöll han till 1929, trots att han påbörjat ett läraruppdrag i luftkrigskonst vid Krigskolan 1928. Även detta uppdrag behöll han i tre år. År 1929 utnämndes han till Adjutant hos Gustav Adolf, Hertigen av Västerbotten, ett uppdrag han behöll till åtminstone 1942. Han utnämndes till tillförordnad chef för Fjärde flygkåren (F 4) 1931. Han blev året därpå befordrad till Major.
Åge Lundström var chef för Flygkrigsskolan (F 5) 1932–1943. Han var därefter chef för Andra flygeskadern (E 2) fram till 1946. År 1936 befordrades han till överstelöjtnant och året därpå till överste. Lundström blev Generalmajor 1945. I samband med att han gick i pension 1947 blev han generalamajor i reserven. En roll han kvarstod i fram till 1959.
Under 1948 var han stabschef för Folke Bernadottes delegation i Brittiska Palestinamandatet.

#### Idrottskarriär
Som idrottsman var han lärare vid ridskolan i Strömsholm 1919–1921. Han blev svensk mästare i florettfäktning 1914. Vid Olympiska sommarspelen 1920 i Antwerpen tog han ett individuellt silver och ett lagguld i fälttävlan och vid de Olympiska sommarspelen 1924 i Paris tog han ett lagguld i ridhoppning.
Lundström åkte i samma bil som Folke Bernadotte och den franska översten André Sérot när dessa mördades i Jerusalem den 17 september 1948.

## Utmärkelser

### Svenska utmärkelser
- Konung Gustaf V:s jubileumsminnestecken med anledning av 90-årsdagen, 1948.[7]
- Kommendör av första klass av Svärdsorden, 6 juni 1945.[8]
- Kommendör av andra klass av Svärdsorden, 15 november 1941.[9]
- Riddare av Nordstjärneorden, 1938.[10]
- Ledamot av Kungliga Krigsvetenskapsakademien 1937.[11]

### Utländska utmärkelser
- Kommendör av Sachsen-Ernestinska husorden, senast 1942.[12]
- Kommendör av andra klass av Polska Polonia Restituta, senast 1942.[12]
- Tyska örnens orden (med grad som på svenska angivits som Kommendör), senast 1942.[12]
- Officer av Italienska kronorden, senast 1942.[12]
- Andra klassen av Belgiska Militärkorset, senast 1942.[12]
- Riddare av första klass av Finlands Vita Ros’ orden, senast 1942.[12]
- Riddare av Franska Hederslegionen, senast 1942.[12]